# Beast Fighter
Beast Fighter o El Todopoderoso (魔獣戦線 THE APOCALYPSE, Maju Sensen THE APOCALYPSE) es una serie de anime creada por Ken Ishikawa, está basada en una más antigua llamada Maju Sensen (魔獣戦線) del manga del mismo nombre.
Fue transmitida en Japón por el canal AT-X entre el 23 de febrero y el 18 de mayo de 2003. En Hispanoamérica fue transmitida por Animax y MixplayTV.

## Argumento
El anime trata acerca de la venganza de Shin'Ichi Kuruma contra su padre, quien en el ideal de clonar y revivir a Dios, asesina a los seres queridos de Shin'Ichi.

## Personajes
- Shin'ichi Kuruma: Hijo del Dr. Kuruma. Su padre en busca de su ideal de revivir a Dios y convertirse en un nuevo tipo de hombre, experimentó con su hijo e incluso quiso eliminarlo. Pero Shi'ichi terminó siendo convertido en un "nuevo humano" muy poderoso. Él vive para poder matar a su padre por haber matado a su madre e intentar eliminarlo a él mediante sus secuaces. Tiene un carácter fuerte y autoritario, pero es un buen hombre que ha sufrido mucho por la muerte de sus seres queridos. Entre sus habilidades están la recuperación rápida, una gran resistencia a casi todo tipo de ataques, y posee dentro de él a un león, un águila y un oso que el controla a voluntad y le ayudan en la lucha. Es capaz de adquirir las habilidades de otros seres.

- Tomisaburo "Tomi" Tengai: Es el gran amigo de Shin'ichi y hermano de María. Tiene poderes extrasensoriales, pero nunca tan poderosos como los de su hermana. Ayuda a Shin'ichi en lo que puede, ya que es un ser humano común y corriente a pesar de todo.

- Ayaka Sanders: Hija del Dr. Jacobo Sanders. Sufría de una enfermedad cardiaca congénita, pero el Dr. Kuruma le dio células madres de Shin'ichi al Dr. Sanders para curarla, pero la verdad es que éstas eran para atraer a Shin'ichi. Estudiaba en la secundaria, pero la tuvo que dejar para poder estar a salvo, por ello se va con Shin'ichi y Tomi. Ella se enamora de Shin'ichi, es una mujer fuerte y valiente. En ella se presenta María, porque las células de Shin'ichi, que contenían la "sangre" de María, se purificó en el cuerpo de Ayaka.

- Dr. Genzou Kuruma: El líder del grupo de "los 12 doctores". Su propósito es revivir a Dios y para ello cuenta con las "células de Dios". Él quiere que gobiernen la Tierra los "nuevos humanos". El Dr. Kuruma es un hombre cruel y despiadado que ha destruido todo lo que era humano excepto su codicia y ambición. Para él los demás Doctores no son más que instrumentos.

- María Tengai: Hermana de Tomi. Fue muy cercana a Shin'ichi, pero murió. Tenía grandes poderes extrasensoriales y ella sabía que era la que despertaría a Dios. Su último deseo fue que Shin'ichi devorara su cuerpo y eso hizo Shin'ichi. De esta manera la sangre de María se mezcló con la de Shin'ichi convirtiéndose en el ser que revivirá a Dios. A veces María se presenta a través de Ayaka a Shin'ichi.

- Dr. Petro Rockwell: Es uno de los 12 doctores. Más ambicioso que el Dr. Kuruma, quería obtener poder y para ello le prometió al Ministro de Defensa de Japón que lo convertiría en Dios. Por eso traiciona al Dr. Kuruma, le roba las Células de Dios y además tiene la sangre de María. Se especializaba en los insectos y por ello los nuevos humanos creados por él son insectos.

- Dr. Jacobo Sanders: padre de Ayaka y uno de los 12 doctores. Es uno de los máximos especialistas en trasplantes. Como uno de los 12 doctores creó nuevos humanos basados en los dinosaurios. Sus colaboradores, que eran nuevos humanos, lo traicionan y cominzan a trabajar al Dr. Kuruma.

- Dr. Fisherman: uno de los 12 doctores. Se especializa en las criaturas marinas y crea nuevos humanos basados en ellas.

- Noah: Es el primer "Dios" creado por el Dr. Kuruma. Lo crea de la sangre Shin'ichi (que contenía la sangre de María) y de las células de Dios. Es como una especie de Cristo, pero más intransigente y orgulloso, aun así no es despiadado ni tampoco se guía por las órdenes del Dr. Kuruma. Tiene grandes poderes, pero aun así decaen junto a su salud (porque la sangre de Shin'ichi no es la sangre pura de María).

- Gon: Es un huérfano que vive e las ruinas junto a otros niños y que Shin'ichi nombra líder de los niños, reemplazando al asesinado Akira. De primera no parece líder, pero con el tiempo adquiere fuerza y capacidad de liderazgo.

## Lista de episodios
- 1. Monstruos en la Pesadilla
- 2. Criaturas en el Complejo Subterráneo
- 3. La Torre de la Muerte
- 4. La Bestia Nueva
- 5. Prisionero
- 6. Venganza
- 7. Venganza
- 8. El Cuarto Periodo Interglaciar
- 9. El monstruo del Mar del Sur
- 10. El día del diluvio
- 11. El Despertar del Hijo de Dios
- 12. Armagedón
- 13. El Juicio Final

## Música
- Opening: Kaigenrei no Yoru (戒厳令の夜) por 03.
- Ending: Kūhaku no Toki (空白の時) por Eri Hasegawa.